# Ménétreux-le-Pitois
Ménétreux-le-Pitois este o comună în departamentul Côte-d'Or, Franța. În 2009 avea o populație de 444 de locuitori.

## Evoluția populației
| An        | 1975 | 1982 | 1990 | 1999 | 2006 | 2009 |
| --------- | ---- | ---- | ---- | ---- | ---- | ---- |
| Populație | 400  | 461  | 467  | 426  | 423  | 444  |